# Ischnodemus slossonae
Ischnodemus slossonae är en insektsart som beskrevs av Van Duzee 1909. Ischnodemus slossonae ingår i släktet Ischnodemus och familjen Blissidae. Inga underarter finns listade i Catalogue of Life.